# Little Simz
Simbi Ajikawo, plus connue sous le nom de Little Simz, est une rappeuse, musicienne et actrice britannique née le 23 février 1994 dans le borough londonien d'Islington.
Après avoir sorti quatre mixtapes et cinq EPs, elle sort son premier album A Curious Tale of Trials + Persons le 18 septembre 2015 sous son label, AGE: 101 Music.

## Biographie

### Jeunesse
Elle est élevée par ses parents d'origine nigériane  dans un logement social à Islington, un quartier de Londres, avec ses deux sœurs. Sa mère était également reconnue comme famille d'accueil.
Elle a étudié à la Highbury Fields School (en) de Londres puis à Westminster Kingsway College (en), où elle a poursuivi sa carrière dans la musique.
La jeune fille commence à rapper et à écrire ses premiers textes à l'âge de 9 ans, influencée tout d'abord par Missy Elliott, puis par Lauryn Hill, 2Pac, Nas et Jay-Z. A 9 ans, Simbi avait  déjà une manière très personnelle de réfléchir et d'envisager son futur, ce qu'elle considère comme le réel point de départ de sa vie. Le titre de la première chanson qu'elle écrit est "Achieve, Achieve, Achieve" (atteindre ou réaliser en français) soulignant sa positivité et ses ambitions.
Elle supporte, depuis toute petite, le club de football anglais d'Arsenal.

### Carrière
Elle se fait connaître progressivement dans le milieu du hip-hop en sortant pas moins de douze projets entre 2010 et 2015. Elle se dit fortement influencée par Lauryn Hill, ce qui peut s'observer dans sa musique[Interprétation personnelle ?], alternant rap et chant.
Simz est souvent surnommée Bars Simzson[pourquoi ?]. Elle décrit sa musique comme du rap expérimental. Elle a notamment chanté aux côtés de Estelle, Tinie Tempah et Ms. Dynamite.
Elle chante sur le morceau Leave It As That de la Bande Originale du film Leave to Remain.
En 2017, elle fait la première partie de Gorillaz pour leur tournée mondiale Humanz World Tour. Elle apparait en featuring sur la chanson Garage Palace.
Kendrick Lamar l'a décrite comme l'une des meilleures rappeuses contemporaines.
Son album intitulé Grey Area sorti le 1er mars 2019 a reçu les éloges de la critique anglophone et française.
Le 23 août 2024, elle apparaît sur le nouveau single du groupe Coldplay We Pray avec Burna Boy, Elyanna et Tini.

## Discographie

### Albums studio

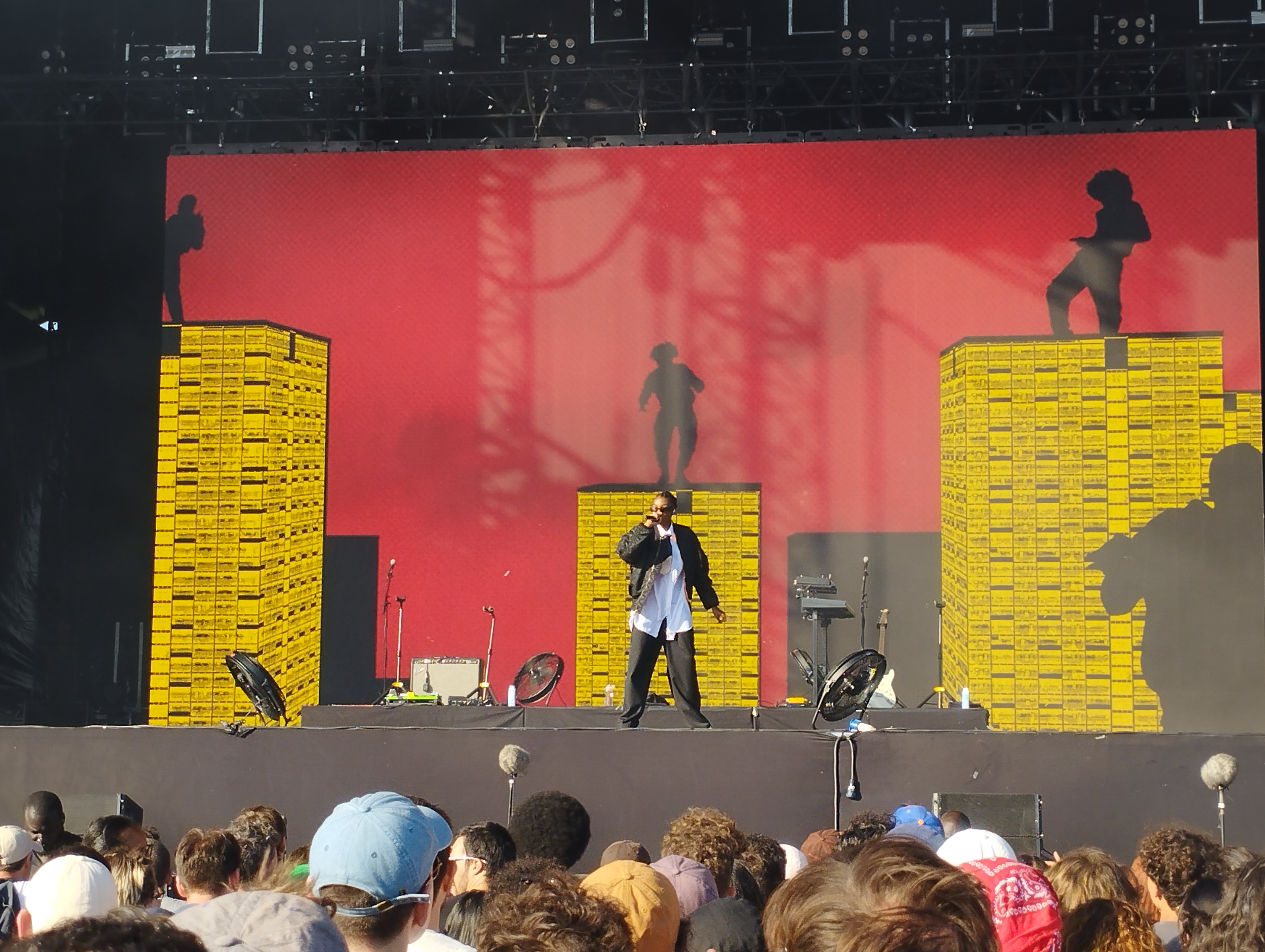
Little Simz en concert au festival We Love Green en juin 2023.

- 2015 : A Curious Tale of Trials + Persons[9]
- 2016 : Stillness In Wonderland[10]
- 2019 : Grey Area
- 2021 : Sometimes I Might Be Introvert
- 2022 : No Thank You
- 2025 : Lotus

### Mixtapes
- 2010 : Stratosphere
- 2011 : Stratosphere 2
- 2013 : XY.Zed [11]
- 2013 : Blank Canvas [12]

### EP
- 2014 : E.D.G.E [13]
- 2014 : AGE 101: DROP 1 [14]
- 2014 : AGE 101: DROP 2 [15]
- 2014 : AGE 101: DROP 3|000 [16]
- 2015 : AGE 101: DROP 4 [17]
- 2015 : The Theory Of... (avec "SpaceAge3000")
- 2015 : AGE 101: DROP X [18]

## Tournées
- AGE101 Drop the world (2015)
- AFROPUNK FEST Paris (2019)[19]
- Tournée européenne - Little Simz - Grey Area[20]

## Filmographie
| Year | Title           | Rôle                                 | Notes                  |
| ---- | --------------- | ------------------------------------ | ---------------------- |
| 2010 | Spirit Warriors | Vicky                                | Série TV               |
| 2012 | Ill Manors      | Jeune suspecte à la station de train | Film policier          |
| 2013 | Youngers        | Meleka                               | E4 (TV channel) séries |
| 2017 | Afrofuturism    | Narratrice                           | Série TV               |
| 2019 | Top Boy         | Shelley                              | Série Netflix          |
| 2023 | Le Pouvoir      | Adunola                              | Série Prime Video      |